# Xavier Mossmann
Pour les articles homonymes, voir Mossmann.
Xavier Mossmann (1821–1893) est un journaliste alsacien, archiviste et bibliothécaire de la ville de Colmar. 

## Biographie
Il est le fils de François Xavier Mossmann, professeur de musique et receveur de l' octroi municipal (1852) a Colmar et de Marie Anne Albertine Baldenberger.
Xavier Mossmann se passionna pour l’histoire de sa ville, qu’il étudia sans relâche. Il fut largement appuyé dans ses recherches par l’industriel philanthrope Frédéric Engel-Dollfus.Il fut archiviste de la Ville de Colmar et adjoint de Louis Hugot, à qui il succéda en 1864. Sa première publication fut en 1844, la «Chronique des Dominicaines de Guebwiller ». Lors de la Révolution de 1848, il s’enthousiasma pour les perspectives de transformations sociales initiées par le Parti républicain. Opposant de Louis-Napoléon, il fut emprisonné pendant 3 mois. Engagé comme comptable chez Charles Kestner à Thann, il fut secrétaire de Mairie à Bitschwiller-les-Thann. Il devint ensuite secrétaire général de la Ville de Colmar jusqu’en 1876.
Ami d’Auguste Stoeber, l’œuvre majeure de Xavier Mossmann est « Le Cartulaire de Mulhouse » une œuvre majeure pour l’historiographie mulhousienne. Cet ouvrage de 3.700 pages regroupe un nombre considérable de documents relatifs à l’histoire de Mulhouse depuis ses origines jusqu’à l’annexion à la France en 1798. 
Xavier Mossmann fut nommé Vice-Président du Musée historique de Mulhouse, membre correspondant de la Société industrielle de Mulhouse et des Sociétés d’Histoire de Bâle, du Jura, de Nancy et de la Société des Antiquaires de France.

## Publications sélectives
- Chronique des Dominicains de Guebwiller, G. Brückert, Guebwiller, 1844 (lire en ligne).
- Étude sur l'histoire des Juifs à Colmar, E. Barth, Colmar, 1866 (lire en ligne).
- Murbach et Guebwiller : Histoire d'une abbaye et d'une commune rurale d'Alsace, J.-B. Jung, Guebwiller, 1866.
- Scènes de mœurs colmariennes du temps de la guerre de Trente ans, Imprimerie de Veuve J.-B. Jung, Colmar, 1875.
- Un échec militaire de Henri IV en Alsace, Heitz, Strasbourg, 1881.
- Cartulaire de Mulhouse, Tome I, Heitz, Strasbourg, 1883 (lire en ligne).
- Vie de F. Engel-Dollfus, Imprimerie Brüstlein, Mulhouse, 1886.

## Distinction
- Prix Montyon de l'Académie française (1887)[2].